# Гогенцоллерн (провінція)
Провінція Гогенцоллерн (нім. Provinz Hohenzollern, нім. Hohenzollernsche Lande, після 1928: Hohenzollerische Lande) — особлива адміністративна одиниця у Пруссії, офіційно не входила до складу жодної з провінцій, але мала майже всі провінційні функції.
Провінція містила землі, що перейшли в 1850 році під контроль пруського короля, від колишніх князівств (держав) Гогенцоллерн-Зігмарінген і Гогенцоллерн-Гехінген, що належали молодшій швабській католицькій лінії династії Гогенцоллернів. З 1871 року — частина єдиної Німеччини. Ліквідована в 1947 році. Сьогодні ці території є частиною сучасної Німеччини і повністю розташовані в землі ФРН Баден-Вюртемберг.

## Історія

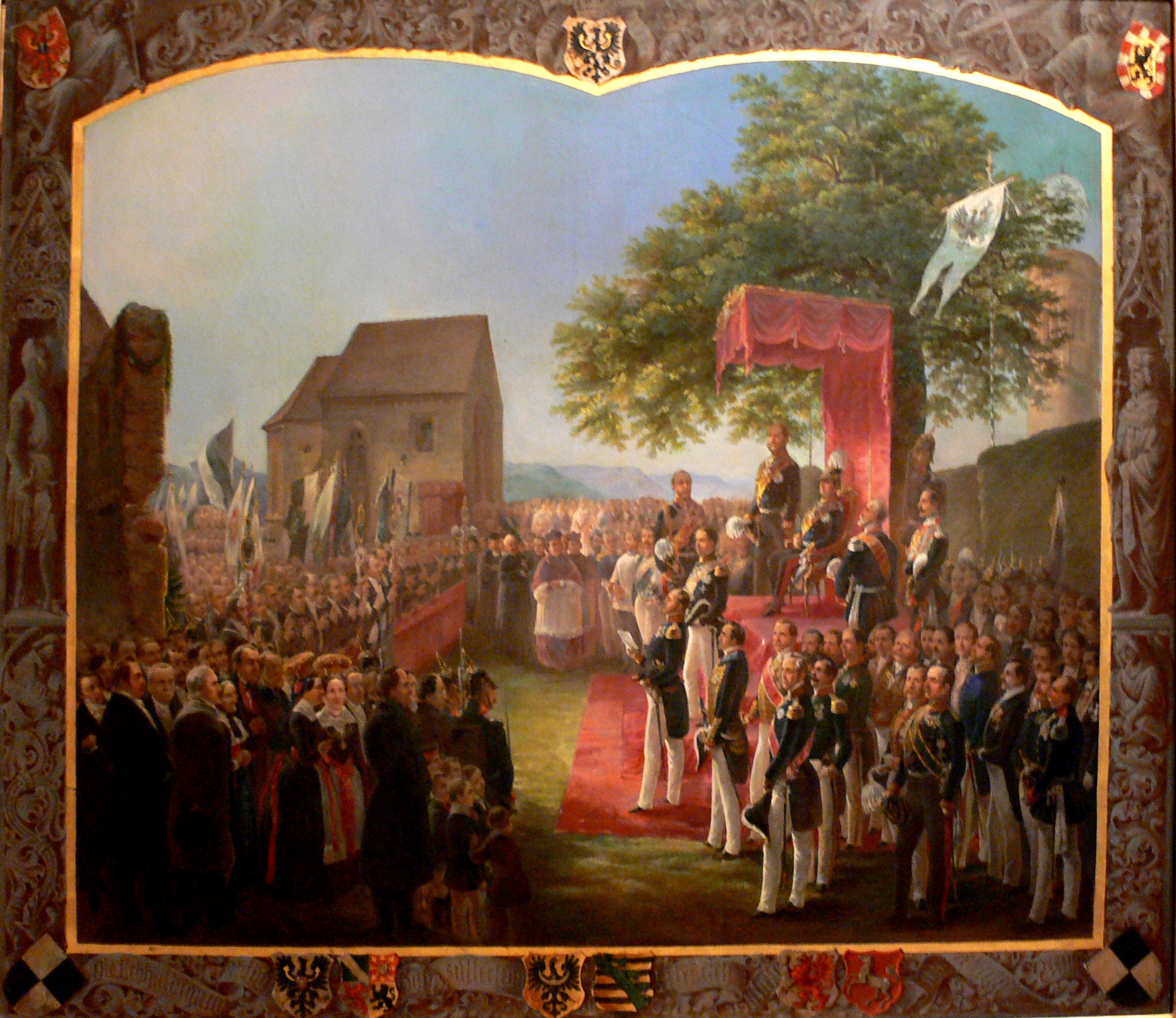
Спадкове поклоніння Фрідріху-Вільгельму IV у Гоггенцолерні 23 серпня 1851

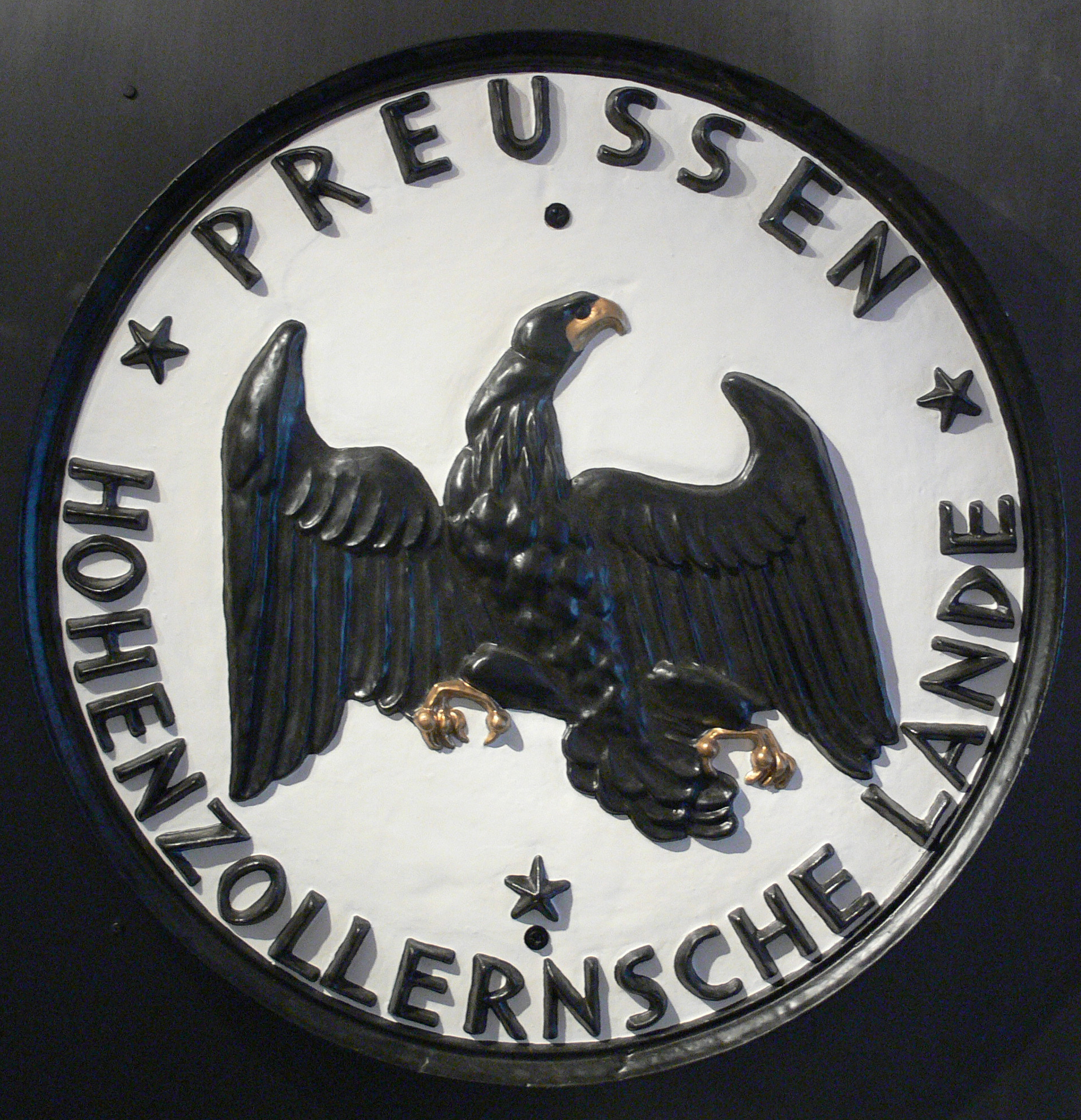
Герб Гоггенцолерна як складової Вільної держави Пруссія

Ще 1695 року князь Фрідріх Вільгельм Гогенцоллерн уклав з Бранденбурзьким домом Гогенцоллернів договір про успадкування, за яким у разі припинення Швабської лінії Гогенцоллернів всі землі мали перейти до Бранденбургу. У ході німецької революції прусські війська для придушення заворушень, які виникли в Гогенцоллерн-Гехингені, окупували князівство. За договором 1849 року князь Фрідріх-Вільгельм-Константин поступився князівством Пруссії і помер в 1869 році, не залишивши чоловічих нащадків. Тяжке економічне становище викликало революцію і в князівстві Гогенцоллерн-Зігмарінген. Його князь, Карл Гогенцоллерн-Зігмарінген в 1848 році зрікся престолу на користь свого сина Карла Антона Гогенцоллерн-Зігмарінгена, але й той не зміг заспокоїти хвилювань. Князівство окупувала прусська армія, і 7 грудня 1849 князь поступився ним Пруссії, а сам вступив на прусську службу. Офіційна передача обох князівств під контроль Пруссії відбулася в 1850 році.
Гогенцоллерн в адміністративному плані був одним єдиним адміністративним округом Зігмарінген зі столицею в місті Зігмарінген. Округ формально не входив до складу жодної прусської провінції і був наділений багатьма провінційними функціями. Деякі адміністративні питання регіону обслуговувалися, однак, у розташованій по сусідству Рейнської провінції.
У 1925 році в Гогенцоллерні запроваджено прусський адміністративний поділ на райони, що замінило колишній історичний поділ регіону на управління (обер-амти), що зберігався ще з часів існування князівств.

## Повоєнний розвиток
У 1946 році на території, що входила до складу французької окупаційної зони Німеччини, створено землю Вюртемберг-Гогенцоллерн, що об'єднала колишню провінції Гогенцоллерн з частиною  Вюртембергу. У 1952 році земля Вюртемберг-Гогенцоллерн увійшла до складу новоствореної землі Баден-Вюртемберг. Після адміністративної реформи 1973 року межі колишнього Гогенцоллерну були розмиті, і ця територія сьогодні в адміністративному плані більше не є якоюсь самостійною адміністративною одиницею. Тим не менш, основна частина колишнього Гогенцоллерну розташована в сьогоднішніх районах Зігмарінген і Цоллернальб.

## Географія та економіка
Територія Гоггенцолерна простягалася вузькою смугою від східних схилів Шварцвальду і річки Неккар за Дунай і до Боденського озера. Регіон вирізнявся гористою місцевістю. Тут було багато металевих руд, гіпсу, кам'яної солі, кам'яного вугілля та торфу. Жителі займалися, головним чином, землеробством і скотарством.

## Населення

### Статистичні дані
Територія та населення землі Гогенцоллерн в 1900 році:
| Адміністративний округ | Площа, км² | Населення, чол. | Кількість управлінь |
| ---------------------- | ---------- | --------------- | ------------------- |
| Округ Зігмарінген      | 1.142,27   | 66.780          | 4                   |

Територія та населення Земель Гогенцоллернів в 1925 році:
| Адміністративний округ | Площа, км² | Населення, чол. | Кількість районів | Кількість районів |
| Адміністративний округ | Площа, км² | Населення, чол. | сільських         | міських           |
| ---------------------- | ---------- | --------------- | ----------------- | ----------------- |
| Округ Зігмарінген      | 1.142      | 71.840          | 2                 | 0                 |

Релігійний склад населення в 1925 році: 94,3% - католики; 5,1% - протестанти; 0,04% - інші християнські конфесії; 0,5% - євреї; 0,1% - інші конфесії.
Площа та чисельність населення провінції станом на 17 травня 1939 року в межах на 1 січня 1941 року та кількість районів на 1 січня 1941 року:
| Адміністративний округ | Площа, км2 | населення, чол. | Кількість районів | Кількість районів |
| Адміністративний округ | Площа, км2 | населення, чол. | сільських         | міських           |
| ---------------------- | ---------- | --------------- | ----------------- | ----------------- |
| Округ Зігмарінген      | 1.142,26   | 73.706          | 2                 | 0                 |

### Міське та сільське населення
Розподіл населення за різними типами населених пунктів залежно від їх величини за загальною кількістю жителів, згідно з даними перепису населення 1925 року та станом на 17 травня 1939 року:
| Рік  | Доля населення за категоріями населених пунктів за кількістю жителів | Доля населення за категоріями населених пунктів за кількістю жителів | Доля населення за категоріями населених пунктів за кількістю жителів |
| Рік  | менше 2.000 мешканців                                                | 2.000 — 100.000 жителів                                              | більше 100.000 мешканців                                             |
| ---- | -------------------------------------------------------------------- | -------------------------------------------------------------------- | -------------------------------------------------------------------- |
| 1925 | 82,6%                                                                | 17,4%                                                                | 0,0%                                                                 |
| 1939 | 76,2%                                                                | 23,8%                                                                | 0,0%                                                                 |

Найбільшими містами провінції Гогенцоллерн були (за даними 1925):
- Зігмарінген — 5.282 осіб.
- Гехінген — 5.109 осіб.

## Обер-президенти
Оскільки Гогенцоллерн був самостійним округом, то тут існували посади обер-президента, як і в інших провінціях. Проте президенти уряду (нім. Regierungspräsident) округу Зигмарінген мали ширший спектр повноважень, ніж президенти урядів інших прусських округів, і в багатьох питаннях були прирівняні до обер-президентів прусських провінцій.

Герб провінції Гогенцоллерн

| Роки      | Президент уряду округу           | Партія |
| --------- | -------------------------------- | ------ |
| 1850-1850 | Адольф фон Шпігель-Борлінгхаузен |        |
| 1850-1851 | Антон фон Залвюрк                |        |
| 1851-1852 | Людвіг Віктор фон Віллерс        |        |
| 1853-1859 | Рудольф фон Зюдов                |        |
| 1859-1862 | Карл Теодор Зайдель              |        |
| 1862-1864 | Герман фон Граф                  |        |
| 1864-1874 | Роберт фон Блюменталь            |        |
| 1874-1887 | Герман фон Граф                  |        |
| 1887-1893 | Адольф Франк фон Фюрстенверт     |        |
| 1894-1898 | Франц фон Шварц                  |        |
| 1898-1899 | Карл Фрідріх фон Ерцен           |        |
| 1899-1919 | Франц фон Брюл                   |        |
| 1919-1926 | Еміль Бельцер                    | Центр  |
| 1926-1931 | Альфонс Шерер                    |        |
| 1931-1933 | Генріх Бранд                     | Центр  |
| 1933-1940 | Карл Сімонс                      |        |
| 1940-1941 | Герман Дарзен                    |        |
| 1941-1942 | Ганс Пісберген                   |        |
| 1942-1945 | Вільгельм Дрейєр                 |        |